# Ernest Mottard
Ernest Mottard (Hollogne-aux-Pierres, 22 maart 1902 – aldaar, 29 december 1949) was een Belgisch wielrenner.
Mottard was beroepsrenner van 1929 tot 1936 maar won reeds daarvoor als amateur in 1928 Luik-Bastenaken-Luik en de Ronde van Vlaanderen voor onafhankelijken. In 1930 won hij Parijs-Brussel.